# Fešák Hubert
Fešák Hubert je československá filmová komedie z roku 1984 režiséra Iva Nováka s Karlem Heřmánkem v hlavní roli.

## Děj
Fešák Hubert, vlastním jménem Hubert Hrabě, je typický žižkovský frajer. Práci se vyhýbá, ale dává si velký pozor, aby se nedostal do rozporu se zákonem. Jeho podvody jsou na hraně zákona. Je pronásledován policejním inspektorem Mourkem, který ho chce dostat do kriminálu. Z nezdaru viní nedokonalé zákony a neváhá vydíráním získat práskače, jen aby se dostal Hubertovi na kobylku. Funebrák Eman však svou vynucenou spolupráci s policií Hubertovi vyzradí. Hubert to pokládá za nefér přešlap a chce Mourka „odstřelit“ – totálně znemožnit.
To se mu nakonec za pomoci přátel podaří. Mourek je suspendován a přeložen. Ještě před přeložením pořádá poslední hon na Huberta. Ten mu ale chytře vyklouzne v rakvi, která byla připravena pro zemřelého přítele z cirkusu. Děj filmu se odehrává na počátku třicátých let, v době Velké hospodářské krize.
Odlehčená komedie z období první republiky s charismatickým Karlem Heřmánkem v roli nefalšovaného žižkovského podvodníčka. Film má svou dávku humoru, výborné dialogy. Vynikající je taktéž Pavel Zedníček jako spolubydlící Eman Wurm a Petr Kostka v roli policejního inspektora Mourka.

## Výrobní štáb
- Režie: Ivo Novák
- Scénář: Ivo Novák, Pavel Hanuš

## Obsazení
| Karel Heřmánek      | žižkovský frajer Hubert Hrabě zvaný Fešák                        |
| Petr Kostka         | policejní inspektor Mourek                                       |
| Josef Somr          | majitel zápasnické arény Franta Pašek                            |
| Pavel Zedníček      | funebrák Eman Wurm                                               |
| Otto Lackovič       | policista Skákal                                                 |
| Pavel Nový          | hotelový portýr Karel Myšička zvaný Kadlouš                      |
| Jan Teplý           | policista Holendr                                                |
| Zora Ulla Keslerová | květinářka Růža Nejedlová, Hubertova dívka (mluví Eva Hudečková) |
| Lubomír Lipský      | komorník Franc                                                   |
| Evelyna Steimarová  | Pašková, Frantova manželka                                       |
| Lubomír Kostelka    | soukromý detektiv Láďa Špirk                                     |
| Jiří Holý           | ředitel banky Union rada Bohumil Kropas                          |
| Viktor Maurer       | lichvář Osvald Lón                                               |
| Jana Šulcová        | Kropasova manželka Irma                                          |
| Zdeněk Srstka       | zápasník Švarc                                                   |
| Laďka Kozderková    | masérka Madlenka Čuříková, Emanova milá                          |
| Josef Patočka       | děda Pašek                                                       |
| Nelly Gaierová      | baronka Bramberková                                              |
| Vlastimil Fišar     | komisař, Mourkův nadřízený                                       |
| Václav Sloup        | zloděj Eda                                                       |
| Renata Honzovičová  | nevěsta Helenka Sojková                                          |
| Vladimír Hrabánek   | řezník Hrych                                                     |
| Miriam Kantorková   | sousedka Merenda                                                 |
| Vlastimil Zavřel    | ženich Karel Čerepatka                                           |
| Míla Myslíková      | matka ženicha Čerepatky                                          |

Dále hrají: Rudolf Vodrážka (otec ženicha), Olga Michálková (matka nevěsty), Karel Bělohradský (otec nevěsty), Vladimír Hrubý (skořápkář), Jan Kotva (kamelot), Václav Kotva (kamelot), Jiří Lír (strýc na svatbě), Dáša Neblechová (teta na svatbě), Věra Kalendová (bytná Růži), Jitka Zelenohorská (zvědavá žena s kukátkem), Karel Engel (zápasník), Stanislav Litera (Pepík), Jiří Krytinář (Ferda-Sirky-Evropa), Jan Kreidl (kluk), Karel Hábl (milenec paní Kropasové), Zdeněk Srstka (zápasník Švarc), Lenka Machoninová (služka), Jan Cmíral (číšník), Taťana Puttová (kuchařka), Pavla Severinová (šenkýřka), Zdeněk Skalický (flašinetář), Eugen Jegorov (hudebník), Vladimír Klusák (hudebník)